# آداما دیاکیته (بازیکن فوتبال، زاده ۱۹۷۸)
آداما دیاکیته (انگلیسی: Adama Diakité؛ زادهٔ ۴ ژوئیهٔ ۱۹۷۸) بازیکن فوتبال اهل مالی بود.
وی همچنین در تیم ملی فوتبال مالی بازی کرده است.